# Дубовський потік
Дубовський потік (словац. Dubovský potok) — річка в Словаччині, ліва притока Блави, протікає в окрузі Трнава.
Довжина приблизно 13.5-14.0 км. Витік знаходиться в масиві Малі Карпати — частина Дунайські гори; схил гори Округла — на висоті близько 395 метрів. Протікає територією сіл Нагач; Горне Дубове; Долне Дубове і Ясловске Богуниці.
Впадає в Блаву на висоті приблизно 160 метрів.